# To Please a Lady
To Please a Lady is een Amerikaanse dramafilm uit 1950 onder regie van Clarence Brown. Destijds werd de film in Nederland uitgebracht onder de titel Om een vrouw te behagen.

## Verhaal
De autocoureur Mike Brannan heeft een slechte reputatie, omdat hij de dood van een andere coureur op zijn geweten heeft. De journaliste Regina Forbes wil hem de kans geven om zijn verhaal te doen in de krant, maar Mike slaat haar aanbod af. Wanneer hij daarna weer een dodelijk ongeluk veroorzaakt op de renbaan, schrijft Regina een vernietigend stuk. Als gevolg daarvan moet hij werk zoeken als stuntman. Wanneer hij Regina opnieuw ontmoet, worden ze verliefd.

## Rolverdeling
| Acteur           | Personage               |
| ---------------- | ----------------------- |
| Clark Gable      | Mike Brannan            |
| Barbara Stanwyck | Regina Forbes           |
| Adolphe Menjou   | Gregg                   |
| Will Geer        | Jack Mackay             |
| Roland Winters   | Dwight Barrington       |
| William C. McGaw | Joie Chitwood           |
| Lela Bliss       | Secretaresse van Regina |
| Emory Parnell    | Mijnheer Wendall        |
| Frank Jenks      | Persagent               |
| Helen Spring     | Janie                   |
| Bill Hickman     | Ploegmaat van Mike      |
| J. Lewis Smith   | Ploegmaat van Mike      |
| Ted Husing       | Ted Husing              |